# Pavillon d'amour
Le pavillon d'amour (en allemand : (de) Liebesfuß) est le pavillon en forme de poire (piriforme) ou de bulbe (oignon) qui se rétrécit en une petite ouverture dans les instruments à anche double comme le hautbois d'amour, le cor anglais et le heckelphone donnant ainsi à ces instruments de musique un timbre doux particulier au sens de silencieux (photo de gauche). 
Cette forme particulière est associée au qualificatif « d’amour » – « fruit de probables déformations linguistiques qui éloignent définitivement sa signification de l’amour courtois ! » et joue le rôle de résonateur à certaines fréquences et harmoniques.
C'est la caractéristique éponyme du hautbois d'amour, qui a été fabriqué à l'époque baroque aux côtés d'autres instruments à la sonorité particulièrement douce (e.g. viole d'amour) et de la clarinette d'amour qui a été développée un peu plus tard mais s'est éteinte depuis (photo du centre).
Un modèle particulier de pavillon d'amour légèrement plus grand et incliné à 90 degrés, orientable soit vers l'avant ou soit vers l'arrière (photo de droite), peut équiper certaines clarinettes de basset anciennes, ou être installé sur une clarinette de basset moderne, à la façon d'une clarinette ancienne.
On retrouve également ce type de pavillon piriforme sur des cors de basset d'amour,.

## Histoire

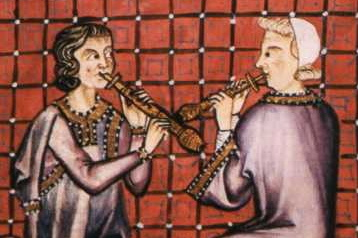
Deux musettes du Cantigas de Santa Maria au XIIIe siècle

Dès le XIIIe siècle dans les miniatures des Cantigas d'Alphonse le Sage, la musette est décrite comme un petit chalumeau sans clé à anche double, visiblement de perce conique et de pavillon piriforme.

## Acoustique
En termes d'acoustique, le pavillon piriforme s'avère avoir peu d'influence sur la qualité du son produit.

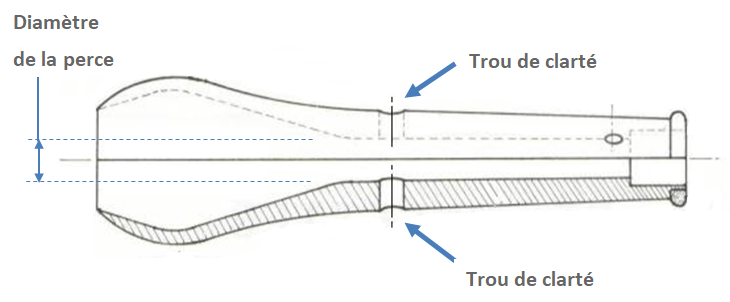
Vue de coupe d'un pavillon d'amour de musette en sol sans clé - modèle Andrew Heywood

Le pavillon est généralement associé à un ou deux trous latéraux dans la partie basse de l'instrument, appelés trous de clarté ou trous de timbre ou trous d'accord.

« Le hautbois d'amour est le seul hautbois sur lequel on retrouve le même diamètre (ou même légèrement inférieur) dans le couloir du bulbe et à l'ouverture du corps du bas. Ce profil particulier permet d'abaisser la note la plus grave sans allonger le couloir et d’obtenir un intervalle réel d’un ton entre la fondamentale six trous bouchés et la note sous la clé, soit entre SI et LA. L’absence de trous de vent au niveau du bulbe, ajoutée à l’étroitesse du couloir, fragilise l’émission de la fourche de main droite, qui n’a d’efficacité qu’en ouvrant la clé de mi bémol, qui joue alors le rôle de clé de résonance. »

— Marc Ecochard, « Chambrer » la perce - 1/ Accord du registre grave : DO, RE, MI b, MI, FA.
Pour une clarinette d'amour, la forme du pavillon imite celle du hautbois d’amour fabriqué antérieurement, principalement pour des raisons esthétiques ; cette forme affecte et assombrit uniquement la sonorité des deux ou trois notes les plus graves.
À propos du pavillon évasé des clarinettes soprano traditionnelles, Victor-Charles Mahillon affirmait la contradiction suivante:

« Le pavillon de la clarinette est absolument inutile; il sert à une seule note: la plus grave. Si l'on continuait le parcours cylindrique de la perce jusqu'à l'extrémité du tuyau, il en résulterait que ladite note aurait une sonorité beaucoup plus grande que celles dont la formation oblige les ondes sonores à se répandre par des trous latéraux. »

— Victor-Charles Mahillon, Les Éléments d'acoustique musicale et instrumentale: comprenant l'examen de la construction théorique de tous les instruments de musique en usage dans l'orchestration moderne (1874)
Les travaux d'Émile Leipp ont confirmé depuis que :
- sans pavillon évasé (remplacé par une rallonge cylindrique pour conserver l'accord), la note la plus grave de la clarinette est déficiente et plus pauvre en harmoniques,
- et qu'avec un pavillon percé d'un large trou latéral, les notes sont plus riches en harmoniques mais que les fondamentaux sont plus maigres: « Le son a "moins de corps..." »[9].